# 袁保宗
袁保宗（1932年7月11日—），男，江苏吴江人，中华人民共和国电信学家。

## 生平
袁保宗是江苏省吴江县黎里镇人。1950年，考上了中国交通大学北京铁道学院电信系电信专业，1953年提前毕业并留校任教。1956年，赴列宁格勒铁道学院电信系学习，师从李斯托夫，从事信息论研究。1960年，他回北京铁道学院电信系任教，制定智能视听信息处理系统，并提出第四代人机交互。